# Спортивна гімнастика на літніх Олімпійських іграх 2020 — опорний стрибок (чоловіки)
Змагання зі спортивної гімнастики в опорному стрибку серед чоловіків на літніх Олімпійських іграх 2020 відбудуться 2 серпня 2021 року в Гімнастичному центрі Аріаке. 

## Передісторія
Це буде 25-та поява цієї дисципліни на Олімпійських іграх. Її проводили щоразу, коли були змагання в окремих вправах. Змагань в окремих вправах не було в 1900, 1908, 1912 і 1920 роках.

## Формат змагань
Гімнасти, що посіли перші 8 місць у цій вправі у кваліфікаційному раунді (але щонайбільше 2 від НОК) виходять до фіналу. Щоб потрапити до фіналу в опорному стрибку, гімнаст має виконати дві спроби. Рахується середня оцінка. Решта гімнастів виконують по одній спробі. У фіналі гімнаст знову має виконати дві спроби, а оцінки кваліфікаційного раунду не враховуються.

## Розклад
Змагання відбуваються впродовж двох окремих днів.
Вказано Японський стандартний час (UTC+9)
| Дата                     | Час               | Раунд                 |
| ------------------------ | ----------------- | --------------------- |
| Субота, 24 липня 2021    | 10:00 14:30 19:30 | Кваліфікаційний раунд |
| Понеділок, 2 серпня 2021 | 17:00             | Фінал                 |

## Результати

### Кваліфікація
| Місце | Гімнаст                       | Країна                           | Стрибок 1 | Стрибок 1 | Стрибок 1 | Стрибок 1   | Стрибок 2 | Стрибок 2 | Стрибок 2 | Стрибок 2   | Загалом | Qual. |
| Місце | Гімнаст                       | Країна                           | Оц. скл.  | Оц. вик.  | Штр.      | Результат 1 | Оц. скл.  | Оц. вик.  | Штр.      | Результат 2 | Загалом | Qual. |
| ----- | ----------------------------- | -------------------------------- | --------- | --------- | --------- | ----------- | --------- | --------- | --------- | ----------- | ------- | ----- |
| 1     | Сін Че-Хван                   | Південна Корея (KOR)             | 6.0       | 9.100     |           | 15.100      | 5.6       | 9.033     |           | 14.633      | 14.866  | Q     |
| 2     | Артур Давтян                  | Вірменія (ARM)                   | 5.6       | 9.133     |           | 14.733      | 5.6       | 9.400     |           | 15.000      | 14.866  | Q     |
| 3     | Нагорний Микита Володимирович | Олімпійський комітет Росії (ROC) | 5.6       | 9.100     |           | 14.700      | 5.6       | 9.266     |           | 14.866      | 14.783  | Q     |
| 4     | Адем Азіл                     | Туреччина (TUR)                  | 6.0       | 9.100     |           | 15.100      | 5.6       | 8.833     |           | 14.433      | 14.766  | Q     |
| 5     | Аблязін Денис Михайлович      | Олімпійський комітет Росії (ROC) | 5.6       | 9.300     |           | 14.900      | 5.6       | 8.966     |           | 14.566      | 14.733  | Q     |
| 6     | Карлос Юло                    | Філіппіни (PHI)                  | 5.6       | 9.166     |           | 14.766      | 5.6       | 9.058     |           | 14.658      | 14.712  | Q     |
| 7     | Каю Соуза                     | Бразилія (BRA)                   | 5.6       | 9.000     |           | 14.600      | 5.6       | 9.200     |           | 14.800      | 14.700  | Q     |
| 8     | Ахмет Ондер                   | Туреччина (TUR)                  | 5.2       | 9.133     |           | 14.333      | 5.6       | 9.000     |           | 14.600      | 14.466  | Q     |
| 9     | Ян Хак Сон                    | Південна Корея (KOR)             | 5.6       | 9.266     |           | 14.866      | 6.0       | 7.966     | 0.100     | 13.866      | 14.366  | R1    |
| 10    | Кім Хан Сол                   | Південна Корея (KOR)             | 5.6       | 8.933     | 0.300     | 14.233      | 5.2       | 9.233     |           | 14.433      | 14.333  | –     |
| 11    | Lee Jun-ho                    | Південна Корея (KOR)             | 5.6       | 8.833     |           | 14.433      | 5.2       | 9.033     |           | 14.233      | 14.333  | –     |
| 12    | Шек Вай Хун                   | Гонконг (HKG)                    | 6.0       | 9.016     | 0.300     | 14.716      | 6.0       | 7.933     | 0.100     | 13.833      | 14.274  | R2    |
| 13    | Ніколау Мір                   | Іспанія (ESP)                    | 5.6       | 8.566     | 0.300     | 13.866      | 5.2       | 9.200     |           | 14.400      | 14.133  | R3    |

### Фінал
| Місце | Гімнаст                             | Стрибок 1 | Стрибок 1 | Стрибок 1 | Стрибок 1   | Стрибок 2 | Стрибок 2 | Стрибок 2 | Стрибок 2   | Загалом |
| Місце | Гімнаст                             | Оц. скл.  | Оц. вик.  | Штр.      | Результат 1 | Оц. скл.  | Оц. вик.  | Штр.      | Результат 2 | Загалом |
| ----- | ----------------------------------- | --------- | --------- | --------- | ----------- | --------- | --------- | --------- | ----------- | ------- |
| 1     | Сін Че-Хван (KOR)                   | 6.0       | 8.833     | 0.100     | 14.733      | 5.6       | 9.233     |           | 14.833      | 14.783  |
| 2     | Аблязін Денис Михайлович (ROC)      | 5.6       | 9.166     |           | 14.766      | 5.6       | 9.200     |           | 14.800      | 14.783  |
| 3     | Артур Давтян (ARM)                  | 5.6       | 9.200     |           | 14.800      | 5.6       | 9.166     | 0.100     | 14.666      | 14.733  |
| 4     | Карлос Юло (PHI)                    | 5.6       | 9.066     | 0.100     | 14.566      | 5.6       | 9.266     |           | 14.866      | 14.716  |
| 5     | Нагорний Микита Володимирович (ROC) | 5.6       | 9.233     |           | 14.833      | 5.6       | 9.000     |           | 14.600      | 14.716  |
| 6     | Адем Азіл (TUR)                     | 6.0       | 9.266     |           | 15.266      | 5.6       | 8.033     |           | 13.633      | 14.449  |
| 7     | Ахмет Ондер (TUR)                   | 5.2       | 8.633     |           | 13.833      | 5.2       | 9.100     |           | 14.300      | 14.066  |
| 8     | Каю Соуза (BRA)                     | 5.6       | 8.866     |           | 14.466      | 5.2       | 7.700     |           | 12.900      | 13.683  |